# Sorry, Sorry (单曲)
〈Sorry, Sorry〉是一首由韩国男子组合Super Junior演唱的歌曲，于2009年3月9日发行，是此组合2009年3月12日三辑《Sorry, Sorry》中的主打歌。这首歌是Super Junior於2008年在中国和韩国的子组合活动结束后整体的回归单曲。这首歌在榜单表现部分成为Super Junior第二成功的单曲，在宣传期内共得到10次音乐节目冠军。2011年發行的《Mr. Simple》總共得到11次音樂節目冠軍。

## 历史
〈Sorry, Sorry〉是由负责了Super Junior的二辑主打歌〈Don't Don〉的劉英振制作。这首歌是流行的舞曲，包含了美国庞克、R&B以及重电子音效的“小庞克”风。 
〈Sorry, Sorry〉的歌词是为爱的关系而道歉。“Sorry”（쏘리）和“shawty”（쇼리）或“shorty”在整首歌曲中不断重复。

## 发行、宣传
自2009年3月13日，Super Junior每周表演〈Sorry, Sorry〉三次，分别在音乐节目《Music Bank》、《音乐中心》以及《人气歌谣》中。 宣传演出共持续2整月，最后出现是在2009年5月16日的《音乐中心》。第一次国外演出〈Sorry, Sorry〉是在2009年5月1日，中国北京的“鸟巢”中。这张单曲还在佩雷斯·希尔顿的博客中出现。
〈Sorry, Sorry〉在Mnet的《M! Countdown》排名仅一周就高居榜首。 〈Sorry, Sorry〉得到的第一个奖项是在2009年3月27日，KBS的《Music Bank》月流行排行榜1位，他们进榜仅2周。 这张单曲4月得到了同一奖项， 并在5月前两周连续两周得到周流行1位。 〈Sorry, Sorry〉也在SBS的《人气歌谣》中连续三周赢的了“Mutizen Song”，是该组合首次三连冠。  这首单曲还在4月9日、4月23日成为Mnet的《M! Countdown》的周歌曲，尽管Super Junior并未到场领奖。 〈Sorry, Sorry〉在Mnet音乐排行榜12周排行前十 。

## MV

Super Junior在〈Sorry, Sorry〉开始时的姿势。

这个MV是2009年2月29日至3月1日拍摄的。 2009年3月6日在Super Junior官方网站发布了一个30秒预告片， 完整版在3月13日发布，与Super Junior在KBS的《Music Bank》回归演出同日。这MV也是SM Entertainment首次制作的宽屏MV，纵横比是2.39:1。 MV的一開始是11个跳舞，希澈在后期舞蹈中出现，起範不參與唱跳，但有幾個单独的镜头中出现，共12位成員參與MV唱跳。但是MV中13个成员均有出演。台湾出现许多的搞笑的模仿秀。
MV开始时一个女人通过钥匙孔偷看。然后她撕开裙子露出腿。Super Junior成员起範蒙住了自己的眼睛。一小团火烧着了一个被封蜡封上的信封。这个女人触摸自己的嘴唇然后撤下了自己的珍珠项链。这个场景渐变入黑暗、切换到在白墙前摆姿势的Super Junior。韩庚為領舞，然后一起开始舞蹈。歌曲的间奏时，银赫做“埃及手”。整个MV都是黑白的。舞蹈是由尼克·贝司编舞，他还为许多国际艺人编过舞，如亚瑟小子和賈斯汀·提姆布萊克.

## 职员表
- 主音：Super Junior
- 背景声：Super Junior、劉英振
- 制作人：李秀满
- 声音制作人：劉英振
- 创作者：劉英振

## 排行
| 排行榜(2009)            | 最好排名 |
| ----------------------- | -------- |
| Mnet M! Countdown排行榜 | 1        |
| SBS Take 7 排行榜       | 1        |
| KBS Music Bank K-Chart  | 1        |
| Chart Korea             | 2        |
| 赛我音乐                | 2        |
| DSM Hot 40 Chart        | 1 (6周)  |
| DSM Pop 20 Chart        | 1 (3周)  |
| Bugs Charts             | 1        |
| Dosirak Charts          | 1        |
| Ohdio Charts            | 3        |
| Melon Charts            | 2        |
| Music On Charts         | 1        |